# Pavel Ploc
Pavel Ploc (* 15. června 1964, Jilemnice) je český politik, v letech 2006 až 2017 poslanec PSP ČR za ČSSD, a bývalý československý skokan na lyžích.

## Dětství
Jeho otec Pavel Ploc se věnoval biatlonu. Malý Pavel zkoušel různé zimní sporty, ale jeho hlavním vzorem byl olympijský vítěz Jiří Raška. Skákat začal v šesti letech. Na první skokanské pokusy nejdříve dohlížela jeho matka, poté ji nahradil otec s trenérem sdruženářů Jiskry Harrachov Antonínem Linemajerem. V libereckém mládežnickém týmu se o něj staral Rudolf Höhnl a Karel Kodejška, na vojně jej trénoval další úspěšný skokan české historie, Dalibor Motejlek.

## Sportovní kariéra
Do prestižního Světového poháru prvně nahlédl koncem sezony 1982/1983. Premiéru si odbyl při své budoucí parádní disciplíně – letech na lyžích. V Bad Mitterndorfu obsadil dvakrát 12. místo. Nakonec se představil na domácí půdě ve Štrbském Plesu, kde skončil již jako nejlepší z československých skokanů na osmé příčce.
Prvního velkého úspěchu dosáhl na MS v letech na lyžích v Harrachově v roce 1983. Ani světový rekord 181 metrů mu však nestačil na celkové vítězství. Přemožitele našel v Klausi Ostwaldovi, jenž předvedl dva vyrovnanější lety; porazil však legendárního Mattiho Nykänena. Na harrachovském velkém můstku rovněž vyhrál první závod SP. V průběhu sezony ještě vybojoval druhé a třetí umístění ve Vikersundu.
Následující sezonu znaly skoky jen dva lepší sportovce: Jense Weissfloga a Mattiho Nykänena. Pavel Ploc si bronz v konečném pořadí SP vybojoval díky dvěma vítězstvím (Lillehammer, Planica), třem druhým místům a třem bronzům. Startoval také na Zimních olympijských hrách 1984 v Sarajevu, kde se na středním můstku umístil na 14. místě a na velkém můstku vybojoval bronzovou medaili. Po prvním kole tohoto závodu byl devátý, ale 109 metrů v druhém kole jej vyneslo o šest příček výše. Lepší byl opět jen Weissflog s Nykänenem.
V roce 1985 měl na harrachovském můstku nebezpečně vypadající pád, ovšem bez vážnějšího zranění. Již za týden odjel na závod a skončil druhý. Rozhozená psychika se však ozvala před mistrovstvím světa v letech na lyžích v Planici. Nejisté výkony způsobily, že se původně nedostal do národní nominace, nakonec ale získal bronz.
Následující dvě sezóny byly méně vydařené. V sezóně 1986/1987 dosáhl maximálně na 9. místo v závodě v kanadském Thunder Bay. Vrátil se však v pravý čas. Sezóna 1987/1988 byla jeho nejúspěšnější. Dvakrát zvítězil v Lake Placid, jednou v Oberstdorfu a Gstaadu. V letech na lyžích obsadil čtvrté místo. V seriálu SP skončil celkově druhý za Matti Nykänenem. Vrcholem však byla olympiáda v Calgary. Po prvním kole závodů na středním můstku opět útočil z nemedailových pozic, ze sedmého místa se ale dokázal prodrat za Nykänena na druhou příčku a získal tak stříbro (třetí tehdy skončil Jiří Malec a pátý Jiří Parma). Na velkém můstku se Ploc umístil na pátém místě, v závodě družstev pomohl českému týmu ke čtvrté příčce.
Po olympiádě ještě dokázal dvakrát zvítězit v závodech Světového poháru a s kolegy v národním družstvu vyskákal bronz na mistrovství světa, ale jeho kariéra spěla k závěru. Na Zimní olympijské hry v Albertville se nenominoval a jako většina starších skokanů měl potíže s přechodem na V-styl. Následně ukončil kariéru, naposledy z můstku skočil 8. dubna 1992.
Třikrát se stal vítězem ankety Král bílé stopy. Umístil se na třetím místě v anketě o nejlepšího českého lyžaře 20. století.

## Trenérská a podnikatelská kariéra
V roce 1992 darovalo město Harrachov Plocovi lukrativní parcelu jako uznání za skvělou reprezentaci města. V roce 1996 si zde otevřel pension, který pokřtil jeho bývalý sportovní sok Jens Weissflog. Pension řídí Plocova žena Radka, s níž se oženil v roce 1988.
Zpočátku se věnoval i trenérské činnosti. Byl asistentem trenéra Luďka Matury na ZOH 1994 v Lillehammeru a hlavním trenérem na ZOH 1998 v Naganu. Jeho svěřenci si nevedli špatně (Michal Doležal skončil osmý), ale v tisku byl kritizován a nakonec post trenéra opustil. Do roku 2002 trénoval juniorskou reprezentaci.

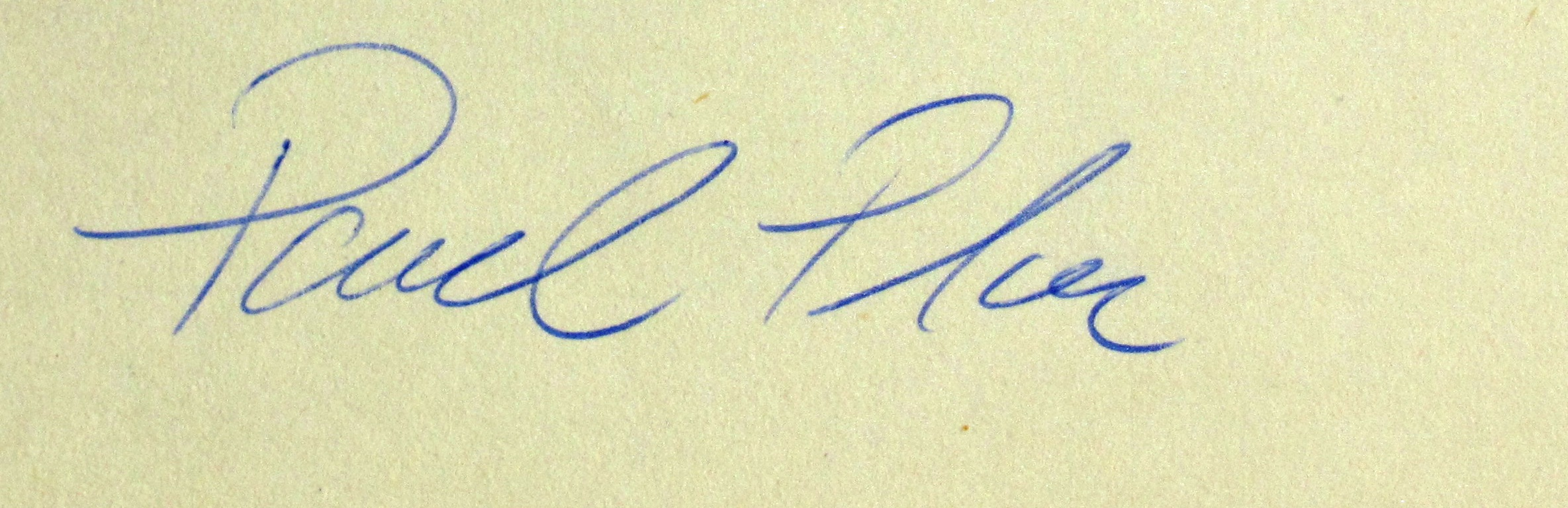
Podpis Pavla Ploce (1984)

## Politická kariéra

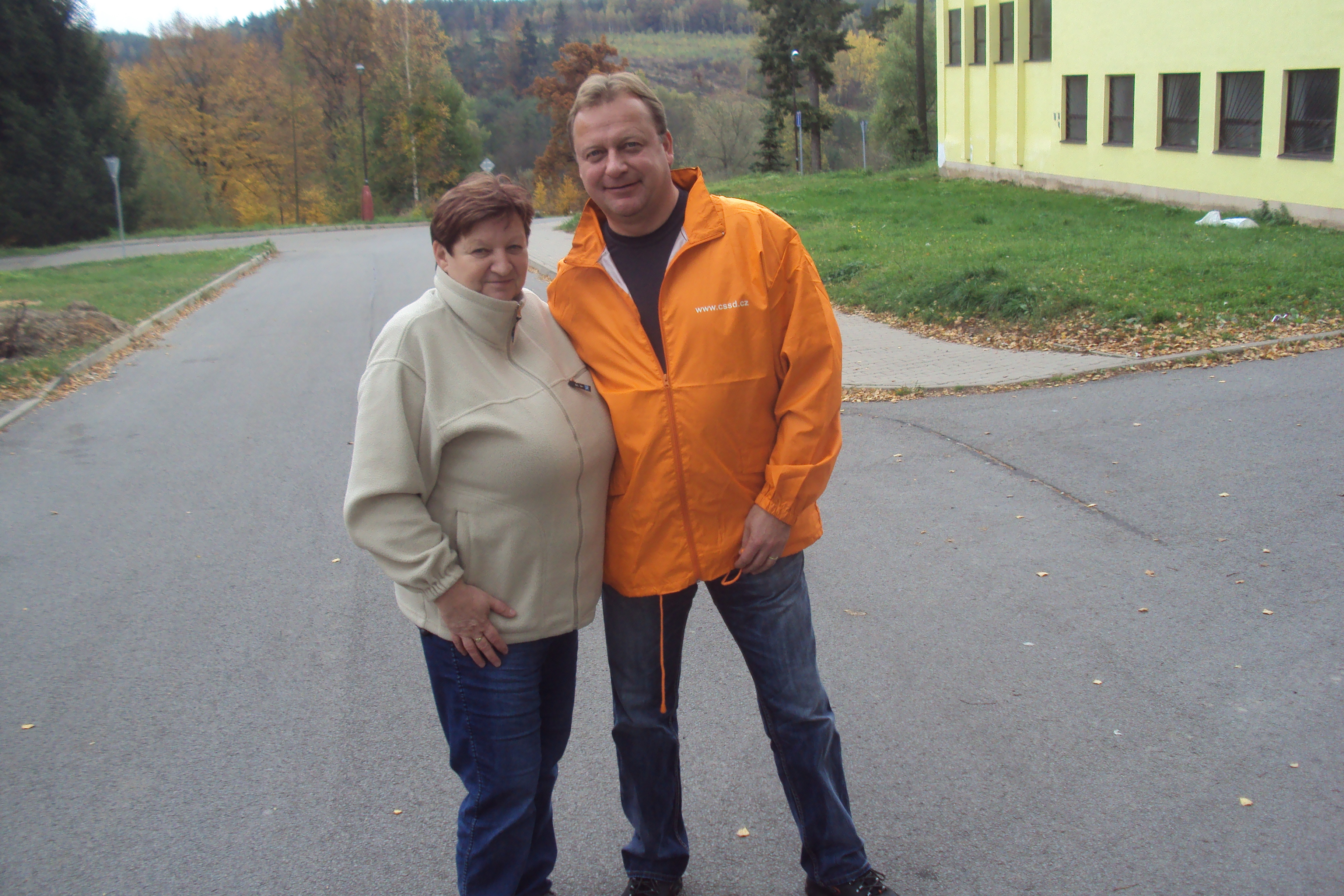
Kandidáti voleb do Poslanecké sněmovny v roce 2013 Pavel Ploc a Sylva Moravcová

V komunálních volbách roku 1998, komunálních volbách roku 2002 a komunálních volbách roku 2006 byl zvolen do zastupitelstva města Harrachov, v roce 1998 za subjekt Demokratická regionální strana, v následných volbách za ČSSD. Profesně se uváděl k roku 1998 a 2002 jako lyžařský trenér, roku 2006 coby poslanec. V komunálních volbách v roce 2014 vedl v Harrachově kandidátku ČSSD, ale neuspěl. Strana se do městského zastupitelstva vůbec nedostala.
Ve volbách v roce 2002 neúspěšně kandidoval do poslanecké sněmovny za ČSSD. Do sněmovny byl za ČSSD zvolen ve volbách v roce 2006 (volební obvod Liberecký kraj). Působil jako člen výboru pro vědu, vzdělání, kulturu, mládež a tělovýchovu a petičního výboru. Poslanecký mandát obhájil ve volbách v roce 2010. Byl nadále členem výboru pro vědu, vzdělání, kulturu, mládež a tělovýchovu. Ve volbách do Poslanecké sněmovny PČR v roce 2013 kandidoval v Libereckém kraji jako lídr ČSSD a byl zvolen.
Zároveň byl v krajských volbách roku 2008 zvolen do Zastupitelstva Libereckého kraje za ČSSD. V krajských volbách roku 2012 již sem nekandidoval. Ve volbách do Senátu PČR v roce 2016 kandidoval za ČSSD v obvodu č. 34 – Liberec. Se ziskem 5,77 % hlasů skončil na 5. místě a do druhého kola nepostoupil.
Ve volbách do Poslanecké sněmovny PČR v roce 2017 obhajoval svůj poslanecký mandát za ČSSD v Libereckém kraji, ale neuspěl.
V červnu 2012 byli Pavel Ploc a nezařazený Jaroslav Škárka jedinými dvěma poslanci, kteří hlasovali proti vydání Davida Ratha k trestnímu stíhání.

## Osobní život
Pavel Ploc v době své aktivní sportovní kariéry vážil 59 kg a měřil 177 cm. Při letech na lyžích dosahoval při odrazu rychlosti 115 km/h a létal až 12 metrů nad zemí.
Podle zveřejněných dokumentů z archivu vojenské kontrarozvědky figuruje Pavel Ploc v registračních protokolech této bezpečnostní složky bývalého československého komunistického režimu jako důvěrník, vědomou spolupráci ale popřel.
Se svou ženou Radkou má dcery Radku a Terezu a syna Martina, který se též od svých čtyř let věnoval skokům na lyžích. Je dvojnásobným mistrem republiky a vítězem zimní olympiády dětí a mládeže.

## Vyhrané závody SP
- 9. ledna 1983: Harrachov
- 9. března 1984: Lillehammer
- 25. března 1984: Planica
- 1. ledna 1986: Garmisch-Partenkirchen
- 12. ledna 1987: Lake Placid
- 12. ledna 1987: Lake Placid
- 30. prosince 1987: Oberstdorf
- 22. ledna 1988: Gstaad
- 14. ledna 1989: Liberec
- 11. března 1990: Solleftea

## Působení v SP
| Sezóna    | konečné umístění v SP | konečné umístění v Turné | prvních míst | druhých míst | třetích míst | stupně vítězů |
| --------- | --------------------- | ------------------------ | ------------ | ------------ | ------------ | ------------- |
| 1981/1982 | 38.                   |                          |              |              |              |               |
| 1982/1983 | 10.                   |                          | 1×           | 1×           | 1×           | 3×            |
| 1983/1984 | 3.                    | 7.                       | 2×           | 3×           | 3×           | 8×            |
| 1984/1985 | 7.                    | 5.                       |              | 2×           | 1×           | 3×            |
| 1985/1986 | 13.                   |                          | 1×           |              | 2×           | 3×            |
| 1986/1987 | 39.                   |                          |              |              |              |               |
| 1987/1988 | 2.                    |                          | 4×           | 2×           |              | 6×            |
| 1988/1989 | 19.                   |                          | 1×           |              |              | 1×            |
| 1989/1990 | 7.                    | 11.                      | 1×           | 1×           | 1×           | 3×            |
| 1990/1991 | 20.                   |                          |              |              |              |               |
| celkem    |                       |                          | 10×          | 9×           | 8×           | 27×           |